# Guy de Maupassant (film)
Guy de Maupassant is een Franse biopic van Michel Drach die werd uitgebracht in 1982.

## Verhaal
Het verhaal speelt zich af in 1891 in Parijs. Guy de Maupassant is een gevierd schrijver van 41 jaar die zijn literaire hoogdagen beleeft. In de Parijse mondaine kringen is hij een felbegeerde gast. 
Zijn gezondheidstoestand wordt echter aangetast door syfilis. Geleidelijk aan nemen zijn krachten af: hij lijdt aan geheugenverlies, zijn gezichtsvermogen gaat achteruit en hij gedraagt zich soms verward. Samen met François Tassart, zijn loyale kamerdienaar, trekt hij zich terug in Cannes, waar ook zijn moeder verblijft. Hij hoopt er inspiratie te vinden voor de afwerking van zijn roman 'L'Angélus'. Het schrijven vlot echter niet. 
Hij begint meer en meer terug te blikken op zijn leven: zijn kindertijd, zijn moeder, zijn literair debuut en vooral de vrouwen die hij hartstochtelijk lief heeft gehad. 

## Rolverdeling
| Acteur             | Personage                                             |
| ------------------ | ----------------------------------------------------- |
| Claude Brasseur    | Guy de Maupassant                                     |
| Jean Carmet        | François Tassart, de kamerdienaar van Guy             |
| Miou-Miou          | Gisèle d'Estoc, een vriendin van Guy                  |
| Simone Signoret    | Laure, de moeder van Guy                              |
| Véronique Genest   | Fanny, de dame in het grijs, de eerste liefde van Guy |
| Jacques Fabbri     | dokter Daremberg, de vriend des huizes                |
| Anne-Marie Philipe | gravin Potocka                                        |
| Daniel Gélin       | Gustave de Maupassant, de vader van Guy               |
| Jean-Yves Gautier  | Dorchain                                              |
| Anne Deleuze       | prinses de Polignac                                   |
| William Sabatier   | dokter Émile Blanche                                  |
| Catherine Frot     | Mouche                                                |